# Tochmatzintla
Tochmatzintla är en ort i Mexiko.   Den ligger i kommunen Huatlatlauca och delstaten Puebla, i den sydöstra delen av landet, 140 km sydost om huvudstaden Mexico City. Tochmatzintla ligger 1 644 meter över havet och antalet invånare är 319.
Terrängen runt Tochmatzintla är varierad. Runt Tochmatzintla är det ganska glesbefolkat, med 29 invånare per kvadratkilometer. Närmaste större samhälle är Atoyatempan, 17,7 km nordost om Tochmatzintla. I omgivningarna runt Tochmatzintla växer huvudsakligen savannskog.